# Indimenticabile
Indimenticabile è il primo album del cantautore Gianni Davoli, pubblicato nel 1972.

## Descrizione
L'album racchiude l'omonimo singolo che è uno dei brani di maggiore successo del cantautore Gianni Davoli. Racchiude, inoltre, anche la canzone E se fosse vero presentata a Un disco per l'estate il 9 aprile del 1973. L'album è stato pubblicato nel 1972 con l'etichetta discografica Cinevox e d'è l'album d'esordio di Davoli. La canzone  E via e via e via è stata ripubblicata nel 1979 come lato b della canzone Vacanza.

## Tracce
Testi e musiche di G. Davoli tranne dove indicato.
1. E via e via e via – 4:40 (S.Longo, G.Davoli, P.Chiuchiarelli)
2. Mi piace vederti soffrire – 3:17
3. Indimenticabile – 4:08
4. Ti ricordi di me – 3:24
5. Lasciami andare – 3:39
6. Quanto ti voglio bene – 3:30
7. Padre Tommy – 3:23
8. Leggiadra – 3:25
9. Mi presti la tua ragazza – 3:02
10. ...Ti chiami Luisa – 3:39
11. Ieri sera – 4:08
12. La vita è una girandola – 3:30
13. E se fosse vero – 3:12
14. Qualche volta no – 2:48